# Avanturistička igra
Avanture su žanr videoigara posvećene istraživanju, rješavanju zagonetaka, interakciji s likovima iz igre, i usredotočenje na pripovijedanje umjesto na refleksno temeljene izazove. Većina avanturističkih igara su računalne igre. Za razliku od mnogih ostalih žanrova, avanturistički žanr fokusiranjem na priču povlači i pripovijesne umjetničke forme, kao što su književnost i film. Avanturističke igre obuhvaćaju mnoge književne žanrove, uključujući fantastiku, znanstvenu fantastiku, misterij, horor i komediju.

## Značajne avanturističke igre
- Cave Story
- Colossal Cave Adventure
- Atari Adventure
- The Hitchhiker's Guide to the Galaxy
- Maniac Mansion
- Full Throttle
- The Dig
- Grim Fandango
- Day of the Tentacle
- Zak McKracken and the Alien Mindbenders
- Hugo's House of Horrors
- Shadowgate
- The Longest Journey
- Bad Mojo
- The Dark Eye
- The Neverhood
- Obsidian
- Sanitarium
- Amerzone
- Syberia
- Syberia II

### Serijali
- Zork
- King's Quest
- Leisure Suit Larry
- Space Quest
- Police Quest
- Indiana Jones
- Monkey Island
- Quest for Glory
- Alone in the Dark
- The Legend of Kyrandia
- Gabriel Knight
- The Journeyman Project
- Myst
- Discworld
- Tex Murphy
- Broken Sword
- Simon the Sorcerer
- Sam & Max